# Echte Frauen haben Kurven
Echte Frauen haben Kurven (Real Women Have Curves) ist eine US-amerikanische Filmkomödie aus dem Jahr 2002. Regie führte Patricia Cardoso, das Drehbuch schrieben George LaVoo und Josefina Lopez anhand eines Theaterstücks von Josefina Lopez.

## Handlung
Die in den Vereinigten Staaten geborene Ana Garcia wohnt bei ihren aus Mexiko zugewanderten Eltern in East Los Angeles. Sie lernt an der Beverly Hills High School und jobbt zwangsweise im Textilunternehmen ihrer Schwester. Ihre Mutter Carmen ist überzeugt, Ana würde dort später hauptberuflich arbeiten und so bald wie möglich heiraten.
Anas Lehrer Mr. Guzman ermutigt sie zum Studium an der Columbia University in New York City. Es kommt zum Konflikt zwischen Ana und Carmen um den Weg, den Ana einschlagen soll. Lediglich Anas Vater steht seiner Tochter bei, während ihre Mutter sie immer mehr ablehnt und ihren modernen Lebenswandel nicht versteht. Ana verliebt sich in Jimmy, einen Angloamerikaner, den ihre Eltern nicht akzeptieren. Trotz der Vorhaltungen ihrer Mutter, ihre Jungfräulichkeit wäre das wichtigste, schläft Ana mit Jimmy. Ihre Mutter bezeichnet sie daraufhin als eine Schlampe.
Nach einem Tag in der Fabrik zieht sich die durchgeschwitzte, selbstbewusste Ana bis auf die Unterwäsche aus. Ihre Mutter ist empört und kritisiert wiederum Anas dicke Figur. Daraufhin ziehen sich ebenfalls die anderen beschäftigten Frauen aus und zeigen sich gegenseitig ihre Rundungen. Carmen ist erschüttert und verlässt die Schneiderei fluchtartig.
Ana verabschiedet sich von ihrem Freund und reist nach New York City zum Studium. Ihre Mutter schließt sich ein und weigert sich, Ana zu verabschieden. Der Film endet damit, dass sie glücklich durch eine volle Straße in New York läuft.

## Kritiken
Roger Ebert schrieb in der Chicago Sun-Times vom 25. Oktober 2002, der Film sei „enorm unterhaltsam“ für die Zuschauer jedes Alters. Die debütierende America Ferrera sei ein „Wunder“: „natürlich, ungezwungen, süß, leidenschaftlich und immer real“. Die „große Lupe Ontiveros“ lege in ihrer Darstellung die Liebe zu Ana nahe, obwohl diese kaum zu sehen sei.
Das Lexikon des internationalen Films schrieb, der Film sei „von überzeugenden Hauptdarstellerinnen getragen“, beruhe „auf den persönlichen Erfahrungen seiner kolumbianischen Regisseurin“ und plädiere „nachdrücklich für individuelle Lösungen“. Der Konflikt der Wertvorstellungen der Mutter und der Tochter spiegele „das grundsätzliche Ringen von Immigranten der zweiten oder dritten Generation, die zwischen alten Traditionen und den Verlockungen der Moderne einen Weg finden müssen“.

## Auszeichnungen
Patricia Cardoso gewann im Jahr 2002 den Publikumspreis des Sundance Film Festivals, America Ferrera und Lupe Ontiveros erhielten Sonderpreise der Jury des Festivals. Patricia Cardoso wurde für den Großen Jurypreis des Sundance Film Festivals nominiert. Die Drehbuchautoren erhielten 2002 den Humanitas Prize. Der Film erhielt 2002 den Youth Jury Award des Festival Internacional de Cine de Donostia-San Sebastián und einen Sonderpreis des US-amerikanischen National Board of Review.
Effie Brown erhielt im Jahr 2003 den Independent Spirit Award, America Ferrera wurde für den gleichen Preis nominiert. America Ferrera wurde 2003 für den Young Artist Award nominiert. Lupe Ontiveros gewann 2003 den Imagen Award.
2019 wurde der Film in das National Film Registry aufgenommen.

## Hintergründe
Die Produktionskosten betrugen schätzungsweise 3 Millionen US-Dollar. Die Weltpremiere fand am 13. Januar 2002 auf dem Sundance Film Festival statt. Am 8. September 2002 wurde der Film auf dem Toronto International Film Festival gezeigt, dem einige andere Filmfestivals folgten. Er wurde in ungefähr 160 Kinos der USA vorgeführt, in den er ca. 5,8 Millionen US-Dollar einspielte.

## Musical
Im Jahr 2023 kam Real Women Have Curves als Musical auf die Bühne. Musik und Liedtexte stammen von Joy Huerta und Benjamin Velez; das Buch schrieben Lisa Loomer und Nell Benjamin. Die Uraufführung fand am 6. Dezember 2023 am American Repertory Theater A.R.T. in Cambridge (USA) statt. 2025 wurde das Musical erstmals am Broadway in New York aufgeführt.